# Squadron leader
Squadron leader (abrégé en Sqn Ldr dans la RAF et l'IAF ; en  SQNLDR dans la RAAF et la RNZAF ; anciennement parfois en S/L dans toutes ces armées de l'Air) est un grade d'officier dans la Royal Air Force et dans les forces aériennes de nombreux pays ayant connu l'influence historique britannique. Il est aussi parfois utilisé comme la traduction en anglais d'un grade équivalent dans les pays qui ont une structure spécifique hiérarchique de force aérienne non-anglophone. Dans tous ces cas, un Squadron leader se situe au-dessus du Flight lieutenant et immédiatement au-dessous du Wing commander.
Son code OTAN est noté OF-3. Ce rang correspond dans la plupart des armées (de Terre et de l'Air ou des Marines) à celui de major ou à celui de commandant/chef de bataillon/chef d'escadron(s), et dans la Royal Navy et dans les autres forces navales anglophones à celui de Lieutenant commander.